# Jan Jacob Spöhler
Jan Jacob Spöhler (Nederhorst den Berg, 7 novembre 1811 - Amsterdam, 12 juin 1866 ) est un peintre néerlandais.

## Biographie

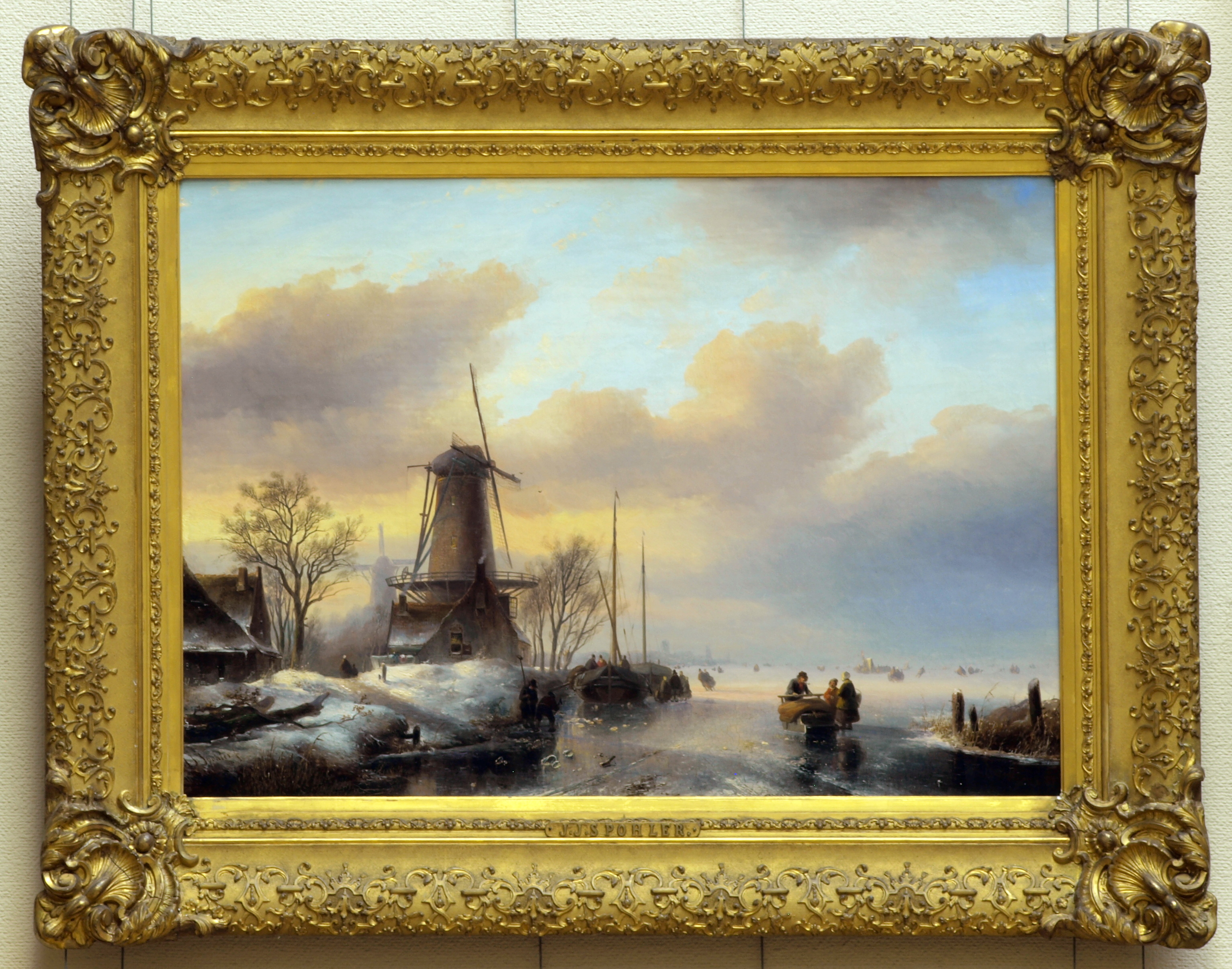
Paisaje invernal, Museo de Teyler

Selon RKD, il est élève de Jan Willem Pieneman et membre de l'Académie Royale d'Amsterdam depuis 1845.
Il est le père et le mentor des peintres Jacob Jan Coenraad Spohler (en) et Johannes Franciscus Spohler (en). Il travaille à Amsterdam 1830-1839 et 1861-1866, à Haarlem 1840-1843, à Bruxelles 1844-1847 (et brièvement plus tard en 1853), à La Haye 1848-1849, à Leyde 1850-1860, et à Rotterdam 1854-1855.